# Дакота Джонсон
Дако́та Ма́йї Джо́нсон (англ. Dakota Mayi Johnson; нар. 4 жовтня 1989) — американська акторка і модель. Відома роллю Анастейші Стіл у фільмі «П'ятдесят відтінків сірого».

## Життєпис
Народилась 4 жовтня 1989 у Остіні, Техас, є дочкою акторів Дона Джонсона та Мелані Гріффіт. Її вітчимом був Антоніо Бандерас. Вона має шестеро зведених братів і сестер; четверо зі сторони батька і двоє — зі сторони матері.
Відвідувала Aspen Community School у Аспені, Колорадо Пізніше вона відвідувала школу Santa Catalina у Монтерей, Каліфорнія для свого першого навчального року у старшій школі перед переходом до школи New Roads у Санта-Моніці, Каліфорнія. Будучи дитиною, була завзятою танцюристкою. У віці 12 років Дакота зацікавилась кар'єрою моделі після фотозйомки з іншими дітьми знаменитостей для журналу Teen Vogue.
Хоч Дакота і проводила все дитинство на знімальних майданчиках з батьками, вони відмовляли її від акторської кар'єри до закінчення середньої школи.
З 14 років Дакота Джонсон боролась із тривожністю та депресією, яка загострилась у 16 років.

## Кар'єра в кіно

### 1999—2014: Початок
У 1999 році Джонсон дебютувала у фільмі «Божевільні в Алабамі», де вона та її зведена сестра Стелла Бандерас зіграли дочок їхньої реальної матері Мелані Гріффіт. Режисером фільму став її тодішній вітчим Антоніо Бандерас. Після того, як Джонсон закінчила середню школу, вона брала уроки акторської майстерності у вчителя Тома Тодороффа до 2008 року. Після навчання вона підписала контракт з агентством Вільяма Морріса і почала свою акторську кар'єру. Вона з'явилася у другорядній ролі Амелії Ріттер у номінованому на «Оскар» фільмі «Соціальна мережа» (2010). Далі акторка зіграла епізодичну роль у підлітковій романтичній фантастиці «Страшенно красивий» (2011).
Найбільш успішний за кількістю ролей був 2012 рік. Акторка з'явилась у драмі «Для Еллен», романтичній комедії «5 років майже одружені», комедії «Мачо і ботан», драматичній комедії «Кози». У цьому ж році вона вперше з'явилась на телебаченні у серіалі «Бен і Кейт» на каналі Fox, проте, серіал закрився після першого сезону. У 2014 Джонсон з'явилась в епізодичній ролі Аніти Коулмен в дуже успішному драматичному бойовику «Need for Speed: Жага швидкості».

### 2015— дотепер: прорив у кар'єрі
Проривом Джонсон стала її головна роль Ани (Анастейши) Стіл в еротичному романтичному фільмі «П'ятдесят відтінків сірого», який вийшов у лютому 2015 року і приніс їй міжнародне визнання.

Після стрічки її неодноразово питали про ставлення самої акторки до деяких сцен з точки зору прав жінки, адже головний герой має схильності до панування, прикладання фізичної сили та БДСМ. Їхню сценічну пару засуджували за нерівноправні стосунки і відсутність поваги головного героя стрічки до Анастейши. Відповідь Джонсон стосовно цієї теми:
Анастейша — приклад жінки, яка досліджує свою сексуальність. Я пишаюся фільмом. Я повністю не погоджуюся з людьми, які вважають Ану слабкою. Думаю, що вона насправді сильніша за нього. Усе, що вона робила, це її вибір. І я прихильниця того, щоб жінки робили зі своїм тілом те, що вони хочуть, і не соромилися того, чого вони хочуть.
Друга підряд успішна роль у 2015 році — в дуеті з Джонні Деппом у фільмі «Чорна меса». Критики позитивно відзначили гру Дакоти Джонсон, яка «у своїй ролі робить щось з нічого». Загалом, у 2015 році акторка взяла участь в 33 теле- та кінопроєктах.
У 2018 році вийшов італо-американський містичний фентезійний трилер з участю Джонсон «Суспірія» (спочатку роль мала дістатись Марго Роббі). Акторка зіграла роль балерини, яка приїхала навчатись танцювального мистецтва у відомій балетній школі. Для цієї ролі Джонсон тривалий час займалась балетною підготовкою.

## Модельна кар'єра
У 2006 році підписала контракт із IMG Models. Хоча зйомки у фільмах є її першочерговою роботою, вона вже знялась для лінії джинсового одягу Манго у 2009 році та у 2011 для кампанії «Rising Star» австралійського модного лейблу Wish.

## Особисте життя
Джонсон раніше була у відносинах з актором Джорданом Мастерсоном. У липні 2014 року Дакота Джонсон почала зустрічатись зі співаком Меттью Хіттом, учасником гурту Drowners. У січні 2015 Метт і Дакота розлучилися.
З жовтня 2017 року акторка у стосунках із музикантом та співаком Крісом Мартіном (фронтмен гурту Coldplay). Вони разом проживають у Малібу (Каліфорнія). Пара тримала свої стосунки у секреті, періодично потрапляючи в об'єктив журналістів. У 2019 році на руках зірок з'явились тату із символом нескінченності. Публічне підтвердження стосунків відбулось у жовтні 2021 році. Кріс Мартін на концерті свого гурту перед піснею My Universe сказав «Ця пісня про мій всесвіт, і вона тут», вказуючи на Дакоту Джонсон, яка була в залі.

## Фільмографія
| Рік       |    | Українська назва                    | Оригінальна назва          | Роль                                                |
| --------- | -- | ----------------------------------- | -------------------------- | --------------------------------------------------- |
| 1999      | ф  | Жінка без правил                    | Crazy in Alabama           | Сондра                                              |
| 2010      | ф  | Соціальна мережа                    | The Social Network         | Емі Ріттер                                          |
| 2010      | кф |                                     | All That Glitters          | Діаніка Френч                                       |
| 2011      | ф  | Страшенно красивий                  | Beastly                    | Слоан Геджен                                        |
| 2012      | ф  | Для Еллен                           | For Ellen                  | Сінді Тейлор                                        |
| 2012      | ф  | Кози                                | Goats                      | Мінні                                               |
| 2012      | ф  | Мачо і ботан                        | 21 Jump Street             | Ф'югазі                                             |
| 2012      | ф  | 5 років майже одружені              | The Five-Year Engagement   | Одрі                                                |
| 2012      | кф |                                     | Transit                    | Елізабет                                            |
| 2012—2013 | с  | Бен і Кейт                          | Ben and Kate               | Кейт Фокс (16 епізодів)                             |
| 2013      | с  | Офіс                                | The Office US              | Дакота (Епізод: «Finale»)                           |
| 2014      | ф  | Мій друг — гей                      | Date and Switch            | Ем                                                  |
| 2014      | ф  | Need for Speed: Жага швидкості      | Need for Speed             | Аніта Коулмен                                       |
| 2014      | ф  | Цимбелін                            | Cymbeline                  | Імоджен                                             |
| 2014      | кф |                                     | Closed Set                 | головна героїня                                     |
| 2015      | ф  | П'ятдесят відтінків сірого          | Fifty shades of Grey       | Анастейша Стіл                                      |
| 2015      | с  | Суботнього вечора в прямому ефірі   | Saturday Night Live        | гість (Episode: «Dakota Johnson/Alabama Shakes»)    |
| 2015      | ф  | Хлоя і Тео                          | Chloe & Theo               | Хлоя                                                |
| 2015      | ф  | Чорна меса                          | Black Mass                 | Ліндсі Сір                                          |
| 2015      | ф  | Великий сплеск                      | A Bigger Splash            | Пенелопа Ланьє                                      |
| 2015      | кф |                                     | In a Relationship          | Вілла                                               |
| 2015      | кф |                                     | Vale                       | Рейчел                                              |
| 2016      | ф  | В активному пошуку                  | How to Be Single           | Еліс                                                |
| 2017      | ф  | П'ятдесят відтінків темряви         | Fifty Shades Darker        | Анастейша Стіл                                      |
| 2018      | ф  | П'ятдесят відтінків свободи         | Fifty Shades Freed         | Анастейша Стіл                                      |
| 2018      | ф  | Суспірія                            | Suspiria                   | Сюзі Бенніон                                        |
| 2018      | ф  | Погані часи у «Ель Роялі»           | Bad Times at the El Royale | Емілі Саммерспрінг                                  |
| 2019      | ф  | Рани                                | Wounds                     | Керрі                                               |
| 2019      | ф  | Арахісовий сокіл                    | The Peanut Butter Falcon   | Елеонор                                             |
| 2019      | ф  | Друзі назавжди                      | The Friend                 | Ніколь Тіг                                          |
| 2020      | ф  | Мотель «Ніде»                       | The Nowhere Inn            | Дакота Джонсон                                      |
| 2020      | ф  | Висока нота                         | The High Note              | Меггі Шервуд                                        |
| 2021      | ф  | Незнайома дочка                     | The Lost Daughter          | Ніна                                                |
| 2022      | ф  | Крок у доросле життя                | Cha Cha Real Smooth        | Доміно                                              |
| 2022      | ф  | Чи зі мною все гаразд?              | Am I OK?                   | Люсі                                                |
| 2022      | ф  | Переконання                         | Persuasion                 | Енн Елліот                                          |
| 2023      | ф  | Татко                               | Daddio                     | дівчина                                             |
| 2024      | с  | Суботнього вечора в прямому ефірі   | Saturday Night Live        | гість (Episode: «Dakota Johnson/Justin Timberlake») |
| 2024      | ф  | Мадам Павутина                      | Madame Web                 | Мадам Павутина                                      |
| 2025      | ф  | Сплітсвіль. Розлучення по-дорослому | Splitsville                | Джулі                                               |
| 2025      | ф  | Матеріалісти                        | Materialists               | Люсі                                                |
| 2026      | ф  | Веріті                              | Verity                     | Лоуен Ешлі                                          |

## Нагороди та номінації
Станом на  05.10.2020
| Рік  | Нагорода                  | Організація                                        | Категорія                           | Робота                        | Примітки                                       | Результат |
| ---- | ------------------------- | -------------------------------------------------- | ----------------------------------- | ----------------------------- | ---------------------------------------------- | --------- |
| 2019 | EDA Special Mention Award | Alliance of Women Film Journalists                 | Actress Most in Need of a New Agent | «П'ятдесят відтінків свободи» |                                                | Номінація |
| 2019 | Премія Роберта Альтмана   | Film Independent Spirit Awards                     |                                     | «Суспірія»                    | Разом з іншими членами знімальної групи фільму | Перемога  |
| 2018 | EDA Special Mention Award | Alliance of Women Film Journalists                 | Actress Most in Need of a New Agent | «П'ятдесят відтінків темряви» |                                                | Номінація |
| 2018 | CinemaCon Award           | CinemaCon, USA                                     | Female Star of the Year             |                               |                                                | Перемога  |
| 2018 | «Золота малина»           | Razzie Awards                                      | Worst Actress                       | «П'ятдесят відтінків темряви» |                                                | Номінація |
| 2016 | Rising Star Award         | BAFTA Awards                                       |                                     |                               |                                                | Номінація |
| 2016 | EDA Special Mention Award | Alliance of Women Film Journalists                 | Actress Most in Need of a New Agent | «П'ятдесят відтінків сірого»  |                                                | Номінація |
| 2016 | MTV Movie Award           | MTV Movie + TV Awards                              | Breakthrough Performance            | «П'ятдесят відтінків сірого»  |                                                | Номінація |
| 2016 | MTV Movie Award           | MTV Movie + TV Awards                              | Best Kiss                           | «П'ятдесят відтінків сірого»  | Разом із Джеймі Дорнаном                       | Номінація |
| 2016 | «Вибір народу»            | People's Choice Awards, USA                        | Favorite Dramatic Movie Actress     |                               |                                                | Перемога  |
| 2016 | «Золота малина»           | Razzie Awards                                      | Worst Actress                       | «П'ятдесят відтінків сірого»  |                                                | Перемога  |
| 2016 | «Золота малина»           | Razzie Awards                                      | Worst Screen Combo                  | «П'ятдесят відтінків сірого»  | Разом із Джеймі Дорнаном                       | Перемога  |
| 2015 | «У центрі уваги»          | Elle Women in Hollywood Awards                     |                                     |                               |                                                | Перемога  |
| 2015 | WFCC Award                | Women Film Critics Circle Awards                   | Worst Female Images in a Movie      | «П'ятдесят відтінків сірого»  |                                                | Номінація |
| 2014 | «Молодий Голлівуд»        | Young Hollywood Awards                             | Breakthrough Actress                |                               |                                                | Номінація |
| 2013 | WIN Award                 | Women's Image Network Awards                       | Outstanding Actress Comedy Series   | «Бен і Кейт»                  |                                                | Номінація |
| 2011 | COFCA Award               | Central Ohio Film Critics Association              | Best Ensemble                       | «Соціальна мережа»            | Разом з іншими акторами фільму                 | Номінація |
| 2011 | Ensemble Cast Award       | Palm Springs International Film Festival           |                                     | «Соціальна мережа»            | Разом з іншими акторами фільму                 | Перемога  |
| 2010 | Кінопремія Голлівуду      | Hollywood Film Awards                              | Ensemble of the Year                | «Соціальна мережа»            | Разом з іншими акторами фільму                 | Перемога  |
| 2010 | PFCS Award                | Phoenix Film Critics Society Awards                | Best Ensemble Acting                | «Соціальна мережа»            | Разом з іншими акторами фільму                 | Перемога  |
| 2010 | SDFCS Award               | San Diego Film Critics Society Awards              | Best Ensemble Performance           | «Соціальна мережа»            | Разом з іншими акторами фільму                 | Номінація |
| 2010 | WAFCA Award               | Washington DC Area Film Critics Association Awards | Best Acting Ensemble                | «Соціальна мережа»            | Разом з іншими акторами фільму                 | Номінація |
| 2006 | Міс Золотий глобус        | Golden Globes, USA                                 |                                     |                               |                                                | Перемога  |